# 생캉탱 전투 (1557년)
1557년 생캉탱 전투는 프랑스 왕국과 스페인 제국이 벌인 이탈리아 전쟁 당시 프랑스 피카르디의 생캉탱에서 격돌한 결정적인 전투이다. 사보이아의 에마누엘레 필리베르토 공작이 이끄는 합스부르크 스페인군이 느베르 공작 루이 곤자가와 몽모랑시 공작 안 드 몽모랑시가 지휘하는 프랑스군을 격파했다.

## 전투
1557년 8월 10일 성 라우렌시오 축일에 벌어졌다. 필리베르토는 영국 동맹군과 함께 생캉탱 시의 포위전에 나섰다. 몽모랑시는 생캉탱 시의 방어를 위해 약 26,000명의 병력을 동원해 진군하였다. 그러나 적군이 아군의 두 배 규모라는 사실에 직면한 몽모랑시는 습지를 건너 생캉탱에 접근하는 쪽을 택했고, 철수가 지연되던 와중에 스페인군이 공격에 나서 몽모랑시를 사로잡았다. 
전투 과정에서 생캉탱 대학교회에 화재가 나서 심하게 손상되었다. 
생캉탱에서 프랑스군을 무찌른 뒤 "펠리페는 전장의 참상에 질린 나머지 죽을 때까지 전쟁을 혐오하게 되었다"고 전해진다. 전투 결과에 따른 이익 추구도 거절한 채 1555년부터 총독으로 있던 북쪽의  스페인령 네덜란드로 물러나게 되었다. 2년 뒤 카토캉브레시 조약이 체결되면서 이탈리아 전쟁은 막을 내렸다. 
독신한 신자였던 펠리페 2세는 전투에서 승리한 8월 10일이 고대 로마 시절에 석쇠로 화형당한 기독교 성인인 라우렌시오의 축일이라는 사실을 알고 있었다. 이에 라우렌시오의 축일 대승리를 기념하기 위해 마드리드 북서쪽 과다라마 산맥에 석쇠 형태의 대궁전을 지으라는 명령을 내렸다. 1584년 완공된 이 궁전은 엘에스코리알이란 이름으로 지금까지 전해지고 있다.

## 기타
- 이 전투에서 스페인 대열에 합류해 싸웠던 프랑스인 마르탱 게르는 다리가 절단되고 의족을 달고서 1560년 고향으로 돌아갔다.[9] 그런데 오랫동안 고향을 떠나 있는 동안 같은 전투에서 싸웠던 다른 군인이 고향으로 먼저 가서 그를 사칭하며 살고 있었던 사건이 지금까지 전해지고 있다.

- Se armó la de San Quintín ("생캉탱이 되고 있다")는 큰 논쟁이 있을 때 사용하는 스페인의 속담이다.[10]

## 참고 자료
- Bonner, E.A. (1992). 〈Continuing the 'Auld Alliance' in the Sixteenth Century〉.   Simpson, Grant G. 《The Scottish Soldier Abroad, 1247–1967》. Rowman & Littlefield.
- Kamen, Henry (1997). 《Philip of Spain》. Yale University Press.
- Klaiber, Susan (1993). 《Guarino Guarini's Theatine Architecture》. Columbia University Press.
- Leathes, Stanley (1907). 〈Habsburg and Valois〉.   Ward, Adolphus William. 《The Cambridge Modern History》 10. Cambridge University Press.
- . Greenwood Publishing Group. |제목=이(가) 없거나 비었음 (도움말)
- Parker, Geoffrey (1989). 《España y la rebelión de Flandes》. Nerea.
- . ABC-CLIO. |제목=이(가) 없거나 비었음 (도움말)
- Wilson, Peter H. (2016). 《Heart of Europe: A History of the Holy Roman Empire》. Harvard University Press.